# Alonso Rodríguez Gómez
Alonso Rodríguez, venerat com a Sant Alonso Rodríguez (Segòvia, 25 de juliol de 1532 - Mallorca, 31 d'octubre de 1617), va ser un germà laic jesuïta. No s'ha de confondre amb el sant, també jesuïta Alonso Rodríguez Olmedo, màrtir al Paraguai.

## Vida
Alonso Rodríguez Gómez era fill de María Gómez i Diego Rodríguez, un mercader de llana que es va arruïnar quan Alonso era encara jove, i que li va deixar el negoci quan tenia vint-i-tres anys. Tres anys després, va casar-se amb María Suárez, amb qui va viure feliçment. Als trenta-un anys, però, va quedar vidu; dels tres fills que havien tingut, dos havien mort poc abans.

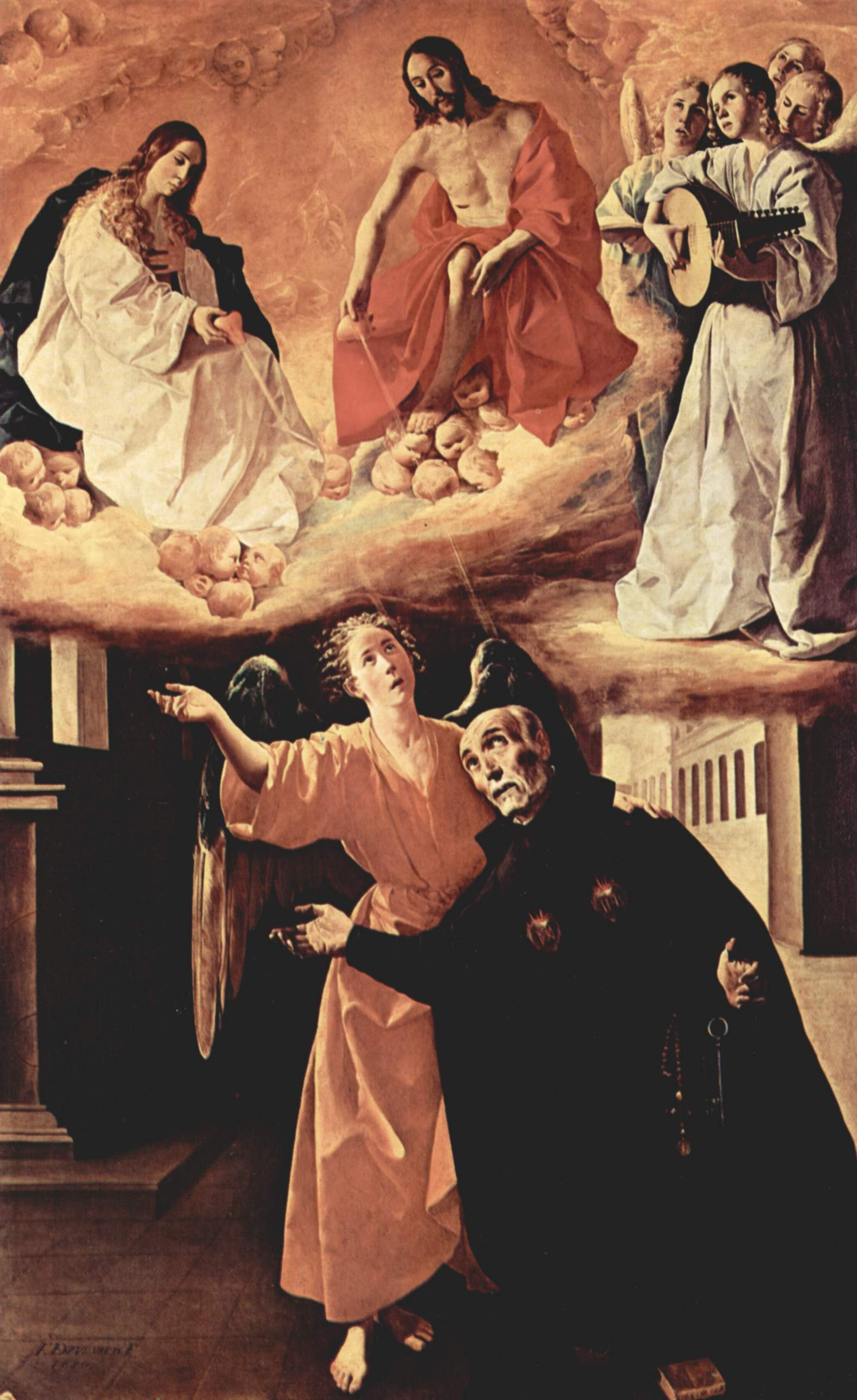
Visió d'Alfons Rodríguez per F. Zurbarán, 1630 (Madrid, Real Academia de San Fernando).

Alfons va començar llavors una vida dedicada a la pregària i la mortificació. La mort del seu tercer fill, no gaire després, el va decidir a abandonar el món i ingressar en un orde religiós. Ja havia tingut contactes amb la Companyia de Jesús, fundada feia poc temps. La seva manca de formació acadèmica i la seva edat, trenta-nou anys, impedia que fos acceptat a l'orde.
Als 39 anys, va començar a estudiar al Col·legi de Cordelles de Barcelona, jesuïta, però no va acabar els estudis, atès que les penitències que s'havia imposat van afeblir la seva salut i no va poder continuar el curs. Finalment, va ser admès a la Companyia de Jesús com a germà laic, el 31 de gener de 1571.
Alfons va fer el seu període de prova a la casa de l'orde de València o Gandia (no se sap del cert) i sis mesos després va ser enviat a la casa que s'acabava de fundar a Mallorca, el Col·legi de Monti-Sion. Hi va romandre durant trenta-dos anys, ocupant el càrrec de porter. El 1573 va fer els vots simples i el 1585 els vots de germà coadjutor. La seva vida va ser exemplar i va influir decisivament en la vida dels altres membres de la fundació i dels fidels de la ciutat, que, sabedors de la seva santedat, hi anaven a demanar-li consell i orientació espiritual.
Va aconsellar Sant Pere Claver, el qual va viure un temps a Mallorca, que anés en missió a Sud-amèrica. Van fer-se famoses l'austeritat i rigor de la seva vida, el seu lliurament a la pregària, l'obediència absoluta i l'absorció pels assumptes espirituals. Va difondre i popularitzar l'Ofici Petit de la Immaculada Concepció.

Sabem per una anècdota de la seva vida que, tot i ser nat a Castella, era partidari que, en terres catalanes, calia predicar en català, pel fet que era la sola llengua que entenia el poble. Així doncs, cap a l'any 1595, quan la castellanització a Mallorca encara es trobava en un moment incipient, hi havia clergues que ja predicaven en la llengua de Castella. Un d'aquests pioners de la castellanització era el jesuïta valencià Joan Rico, a qui Alonso Rodríguez va sentir predicar en castellà a l'església de la Misericòrdia de Mallorca. Davant aquest fet, Alonso va gosar renyar el seu superior pel seu comportament lingüístic, el qual, a partir d'aquell moment, no va predicar pus en castellà. Llorenç Moyà i Gilabert de la Portella va recollir aquesta anècdota en els goigs que dedicà al sant: 
| «              | Ens féreu bon adjutori en dir a un pare quaresmer que tendria purgatori per predicar en foraster sols per vana fantasia i menyspreu del mallorquí". | » |
| — Llorenç Moyà | |   |

Va morir el 31 d'octubre de 1617 i és enterrat a l'església de Monti-Sion de Mallorca.

## Obres i veneració
Va deixar un nombre considerable de manuscrits, que no van ser publicats fins al 1885 com a Obras espirituales del B. Alonso Rodriguez (Barcelona, 1885, 8 vol.). No són escrits pensats per a la publicació, sinó escrits o dictats a instància dels seus superiors.
Va ser declarat venerable el 1626. En 1633, el Consell General de Mallorca el va triar com un dels patrons de la ciutat i l'illa. En 1760, Climent XIII va decretar que «les virtuts del Venerable Alonso s'havien provat que eren d'un grau heroic», però la supressió de l'orde jesuïta a Espanya en 1773 va endarrerir la seva beatificació fins al 1825, el 15 de gener. Va ser canonitzat el 6 de setembre de 1887 per Pius IX.